# Molophilus neovaruna
Molophilus neovaruna är en tvåvingeart som beskrevs av Alexander 1973. Molophilus neovaruna ingår i släktet Molophilus och familjen småharkrankar. Inga underarter finns listade i Catalogue of Life.